# Mountain City (Georgia)
Mountain City es un pueblo ubicado en el condado de Rabun en el estado estadounidense de Georgia. En el censo de 2000, su población era de 829.

## Demografía
En el 2000 la renta per cápita promedia del hogar era de $24,531, y el ingreso promedio para una familia era de $35,060. El ingreso per cápita para la localidad era de $15,235. Los hombres tenían un ingreso per cápita de $23,571 contra $23,182 para las mujeres.

## Geografía
Mountain City se encuentra ubicado en las coordenadas 34°55′3″N 83°23′6″O / 34.91750, -83.38500 (34.917466, -83.384877).
Según la Oficina del Censo, la localidad tiene un área total de 4,6 km² (1,8 mi²), de la cual 4,6 km² (1,8 mi²) es tierra y 0 km² (0 mi²) (0.00%) es agua.